# '집'을 찾는 사람들의 이야기
《'집'을 찾는 사람들의 이야기》(복덕방, 아무도 살지 않는 집)은 대한민국의 단편 영화이다.

## 캐스팅

### 복덕방 (2017년)
- 정재광 : 재광 역
- 윤미경 : 현경 역
- 브레넌 클리브랜드 : 데이빗 역
- 이현서 : 집 구하는 아내 역
- 김현목 : 농구소년 역
- 안민영 : 재광 모 역
- 최유송 : 집 주인 여자 역
- 윤태희 : 노을집 주인 역
- 정해성 : 집 구하는 남편 역
- 손용범 : 자취남 역

### 아무도 살지 않는 집 (2016년)
- 박솔로몬
- 송하정
- 최지영
- 정두원

## 수상 목록

### 복덕방 (2017년)
- 제21회 부천국제판타스틱영화제 (2017년) 판타스틱 단편 걸작선
- 제16회 미쟝센 단편영화제 (2017년) 비정성시 부문
- 제11회 이주민 영화제 (2017년) 상영작
- 제19회 대전독립영화제 (2017년) 수상 최우수작품상 - 일반/대학 부문(최병권)
- 제20회 대전독립영화제 (2018년) 초청작
- 제6회 디아스포라 영화제 (2018년) 디아스포라 인 포커스

### 아무도 살지 않는 집 (2016년)
- 제42회 서울독립영화제 (2016년) 경쟁부문 - 단편
- 제34회 부산국제단편영화제 (2017년) 패밀리 단편